# 合音 (語音學)
在语音学和歷史語言學中，合音（英語：Fusion）指二个及以上具有区别性特征的音段合并为一个音段的語音變化。这种现象可能会发生在辅音和元音中。类似于educate的词可能会出现合音并被发音作/ɛdjʊkeɪt/或/ˈɛdʒʊkeɪt/。两个音段的合并可能也会发生在詞的分界中，例如短语got ya可能就会被发音得类似于gotcha /ɡɒtʃə/。在多数情况下，合音会导致同位異音，但某些音段序列可能会导致完全不同的音位出现。
一种常见的合音现象也可能在鼻化元音的发展过程中出现：当最后一个鼻音_从某种语言中丢失时，鼻化元音通常会变成音位。这种现象会在法语和葡萄牙语发生。比较法语单词un vin blanc [œ̃ vɛ̃ blɑ̃]（“一杯白葡萄酒”）和它们含有n音的英语同源词one /wʌn/、wine /waɪn/、blank /blæk/。
合音所产生的声音通常具有一个源语音的调音部位和另一个源语音的调音方法，这与马来语中的情况相类似。
元音合并现象十分常见。这一现象生成的元音通常会是在元音空间中位于两个的原始元音之间的长元音，例如法语中的[ai]→[eː]→[e]和[au]→[oː]→[o]（比较英语day [deɪ]和law [lɔː]），印地语（[ɛː]、[ɔː])和阿拉伯语的部分变种；元音合并现象也可能会结合两个源元音的特征，例如[ui]→[yː]→[y] and [oi] → [øː] → [ø]。
极端的合音现象中可能会发生补偿延长。

## 例子

### 印欧语系

#### 英语
在历史上，齿龈音、塞音和擦音会与/j/发生合音，这种现象被称为/j/合音。类似于nature（“自然”；“本质”）与omission（“省略”；“遗落”；“不作为”）的词具有这样的复辅音并读作/naːˈtiu̯r/和/ɔˈmisjən/。fiction和mission等以拉丁语后缀-tion和-sion结尾的单词都是表现出/j/合音的例子。
但这种音变不是均匀分布的。类似于module （“模块”）的词语可能会被发音作/ˈmɒdjuːl/或/ˈmɒdʒuːl/。这些词语在标准英音等没有经历普遍/j/合音的口音中总是会实现为两个音段；但美式英语等多数其他方言则会将它们合并为一个音段。
在复辅音音节上具有主重音的单词也不会经历合音，例如tune /tjuːn/（“乐曲”；“调整”）和assume /əˈsjuːm/（“假定”；“担任”；“采纳”）。部分方言会出现合音案例，部分方言只会合并/tj/和/dj/，但部分方言也会合并/sj/和/zj/。于通用美式英語中，/j/在齿龈音后会被完全省略：这一过程被称为/j/脱落。前述单词会在经历/j/脱落的方言中分别读作/tuːn/和/əˈsuːm/。已经发生/j/合音的词语不会受/j/脱落的影响。
澳大利亚英语的/j/合音现象已经表现得十分极端，虽然存在不同的社会方言变体，但在重度音节也会发生/j/合音。在/j/合音完全发生的口音中，tune（“乐曲”；“调整”）和assume（“假定”；“担任”；“采纳”）会被发音作/tʃuːn/和/əˈʃuːm/。这造成了之前不同音的单词成为同音异义语，例如曾经不同音的单词dune（“沙丘”）和June（“六月”）的发音都变为了/d͡ʒuːn/。

#### 罗曼语族
大多数罗曼语族语言都有后跟/j/的已合音辅音序列。后跟/j/的已合音辅音序列一般会成为塞擦音，并且通常会是其它发音方式的中间阶段。这种辅音序列中的非双唇音响音通常已经被腭音化。

#### 希腊语
在原始希臘語被发展为古希臘語的过程中，[kʷ]、[kʷʰ]、[ɡʷ]的发音会变为[p]、[pʰ]、[b]。虽然唇化软腭音是一个辅音，但它们有两个发音部位，分别是一个软腭音发音和一个唇音化次要发音（[ʷ]）。但唇化软腭音的发展因方言而异，部分方言中的唇化软腭音可能会变为齿音。一个例子是词语boûs（“牛”）就是来自原始希腊语的 *gʷous。
在发展至通用希臘語的过程中，古希腊语的许多双元音也发生了合音，尤其是那些包含/i̯/的双元音，例如/ai̯/ > /e/；/aːi̯/ > /a/；/ɛːi̯/、/oi̯/ > /i/；/ɔːi̯/ > /o/。

#### 凯尔特语族
原始凱爾特語的数个复辅音，尤其是位于音节尾位置的/*ɡ/经历了合音现象。这一现象的例子有*ougros变为古愛爾蘭語的úar和*maglos变为古愛爾蘭語的mál。

#### 北日耳曼语支
在挪威语和瑞典語中，音素/ɾ/在之后跟有齿龈音时会发生合音过程。由此产生的发音会变为捲舌音。这个过程的例子包括挪威语的bart [bɑʈ]和瑞典语的nord [nuːɖ]。这种过程甚至会在单词边界发生，例如"går det bra?"会被发音为/ɡoː‿ɖə brɑː/。
这种过程会在具有更多齿龈音时持续下去，但人们往往会在捲舌音数量超过四个时尝试分解和缩短它们（这一般会通过将/ʂ/替换为/s/或省略/d/实现）。一个极端的例子是具有六个捲舌音的单词ordensstraff /ɔ.ɗɳ̩ʂ.ʂʈɽɑfː/。
虽然/r/不会触发卷舌音，但在口语挪威语中，序列/rt/甚至可能会被合音为非齿龈音音位，其调音部位可能会变为卷舌。这个过程的例子有sterkt /stæɾkt/ [stæʈː]，skarpt /skɑɾpt/ [skɑʈː]，verktøy /ʋæɾk.tœʏ̯/ [ʋæʈ.ʈœʏ̯]和varmt /ʋɑɾmt/ [ʋɑɳʈ]。这个过程不会跨越单词边界，例如sterk tann的发音是/stæɾk tɑnː/，而非*/stæ‿ʈɒnː/。
在/r/被发音为小舌音的方言中，这个过程总是以個人方言等级发生：例如/rɑːrt/就可能实现为[ʁɑːʁt]或[ʁɑːʈ]。这种现象也可能会发生在/r/的调音部位接近小舌的情况下。

### 南岛语系

#### 马来语
在马来语中，前缀/məN-/（其中N代表“无位置鼻音”，亦即未指定调音部位的鼻音）末尾的辅音会与清塞音合并。由此会产生具有根首辅音调音部位的鼻音。例如：
- /məN + potoŋ/→/məmotoŋ/ （“切割”）（[p]和[m]的调音部位都是双唇）
- /məN + tulis/→/mənulis/（“书写”）（[t]和[n]的调音部位都是舌冠)
- /məN + kira/→/məŋira/（“猜测”）([k]和[ŋ]的调音部位都是舌背）

### 汉藏语系

#### 汉语
汉语在汉代以前就存在合音现象。例如“不可”变為“叵”，“何不” 变為“盍” ，“如是”变為“爾”，“而已”变為“耳”，“之乎”或“之于”变為“諸”，“者焉”变为“旃”。
北京话的“这一”、“那一”、“哪一”发生合音，发音分别变成“zhèi”、“nèi”、“něi”，这一现象为普通话所吸收。其他方言中也有类似现象，如“不同”被合音为“甭”。

### 日语
愛知縣日语发生过元音合并。双元音/ai/和/ae/音变为[æː]，/oi/和/oe/音变为[øː]，/ui/音变为[yː]。例如来年 /raineN/→[ræ:nen]，鯉 /koi/ →>[køː]，熱い /atsui/→[atsyː~atɕːyː]。年轻的语言使用者可能在发音标准日语双元音和方言单元音时有所不同。

## 脚注
1. ↑  Solhaug, Tor H. (2010) Retroflexion in Norwegian （页面存档备份，存于）. University of Tromsø. Retrieved 2019-10-12
2. ↑  Johnson, Sverre S. (2012) A diachronic account of phonological unnaturalness* （页面存档备份，存于）. University of Oslo. Cambridge University Press. doi:10.1017/S0952675712000243. Retrieved 2019-10-12
3. ↑  Laura Benua, July 1995, Identity Effects in Morphological Truncation （页面存档备份，存于）. Retrieved 2009-05-03
4. ↑  [宋]沈括《夢溪筆談·藝文二》:「古語已有二聲合為一字者，如『不可』 為『叵』 ，『何不』 為『盍』 ，『如是』 為『爾』 ，『而已』 為『耳』 ，『之乎』 為『諸』 之類
5. ↑  . 在线新华字典.   [2022-01-06]. （原始内容存档于2022-01-06）.
6. ↑  . 在线新华字典.   [2022-01-06]. （原始内容存档于2022-01-06）.
7. ↑  . 在线新华字典.   [2022-01-06]. （原始内容存档于2022-01-06）.
8. ↑  . 在线新华字典.   [2022-03-29]. （原始内容存档于2022-03-29）.
9. ↑  Youngberg, Connor. (2013) Vocalic Coalescence in Owari Japanese （页面存档备份，存于） SOAS Working Papers in Linguistics, vol. 16.